# Art Nichols
Art Nichols   (8 d'octubre de 1961 - 19 de gener de 2025) era un artiste gràfic estatunidenc que treballà tant en el còmic com en la il·lustració comercial i l'animació.
El 1988 rebé una nominació als Premi Eisner a la Millor Sèrie Nova per The American, junt amb Mark Verheiden i Chris Warner —el guardó se l'endugué Concrete, també de Dark Horse—.

## Biografia
En l'àmbit del còmic, Nichols començà en la dècada del 1980 com a assistent del dibuixant Neal Adams en Continuity Studios, un temps durant el qual entintà dibuixos per a diferents companyies i sèries —entre les quals The American—; més tard se'n passà a la nova editorial de Jim Shooter, Valiant Comics, per a la qual produí sèries de llicències com la World Wrestling Federation o Nintendo: gràcies al seu treball amb els personatges dels videojocs, el cocreador d'F-Zero, Takaya Imamura, li encarregà la portada de l'edició japonesa i l'execució d'un còmic per al llibre d'instruccions, guionitzat per Shooter i entintat per Bob Layton, en una època en què «els japonesos […] no pensaven que els còmics estatunidencs foren ni la meitat de bons que els seus».
| «                | Siga com fora, quan ens entrà F-Zero, li vaig demanar a Jim [Shooter] si podia dur el projecte, i ell acceptà encantat. Jo estava flipat de deveres que F-Zero fora el meu joguet per a muntar-lo. Fins i tot vaig aconseguir negociar el preu amb Nintendo. Jim volia ser molt ajustat amb Nintendo, i estava dubtós de cobrar-los més de cinc mil dòlars pel servici de Valiant, pensant que Nintendo es faria arrere. Com que jo havia treballat en Continuity Studios amb Neal Adams, sabia que podíem traure'n més. Neal tingué l'amabilitat de refrescar-me com negociar una cosa pareguda, i vaig aconseguir cobrar-los uns trenta-cinc mil dòlars pel treball. Vaig fer tracte amb Jim que si Nintendo estralejava del preu que els suggeria, Jim intervindria com a «veu sensata» i el rebaixaríem. Ni tan sisquera parpellejaren. | » |
| — Arthur Nichols | |   |

Nichols presentà el dibuixant Ty Templeton (amic de joventut a Nova York) a Neal Adams i aconseguí Joe Quesada el seu primer encàrrec pagat per a Valiant; com a dibuixant o entintador, publicà el seu treball en títols com Conan, Deathstroke, Justice League of America, Sleepwalker, Leonard Nimoy's Primortals, Magnus Robot Fighter, Mecha, Neil Gaiman's Mr Hero, New Mutants, Night Thrasher, Punisher, The Ray, Robocop III, Spider-Man, Star Wars, Team Titans o X-Men.
Entre els col·legues als quals entintà, destaca George Perez en la minisèrie Sachs & Violens.
Nichols morí a seixanta-tres anys a l'hospital d'una pneumònia de resultes del càncer que patia: el seu col·lega Chad Townsend n'anuncià el decés en x.com.
Ty Templeton publicà la notícia en Facebook.
Dies després, el guioniste Mark Evanier li dedicà un obituari en el qual el definia com a «un molt bell artiste i bon xic de deveres».